# Zagrad
Zagrad es una localidad de Croacia situada en el municipio de Benkovac, en el condado de Zadar. Según el censo de 2021, tiene una población de 49 habitantes.

## Demografía
| Gráfica de población de Zagrad 1857-2021                           |
|                                                                    |
| Según los censos de población de la Oficina de Estadísticas Croata |